# 大谷鄉 (沃爾恰縣)
44°40′00″N 24°00′00″E / 44.6667°N 24°E
大谷鄉（羅馬尼亞語：Comuna Valea Mare, Vâlcea），是羅馬尼亞的鄉份，位於該國西南部，由沃爾恰縣負責管轄，面積74平方公里，海拔高度226米，2002年人口3,156，人口密度每平方公里43人。